# Ramusella varians
Ramusella varians är en kvalsterart som först beskrevs av Wallwork 1961.  Ramusella varians ingår i släktet Ramusella och familjen Oppiidae. Inga underarter finns listade i Catalogue of Life.